# Reuzenhoek
Reuzenhoek ist ein niederländischer Weiler innerhalb der Gemeinde Terneuzen in der Provinz Zeeland. Er liegt 28 km südöstlich von Vlissingen.
Die Bevölkerung wird von der Statistik nicht eigenständig erfasst, sondern wird im allgemeinen Terneuzen zugeschlagen. Auch trägt er die gleich Postleitzahl wie Terneuzen. Trotzdem gibt es ein Ortsschild. Im Jahr 1840 war er Heimat für 110 Menschen welche in 60 Häusern lebten.
Erstmals erwähnt wird er im Jahr 1838 und 1857 als Reuzenhoek. Die etymologische Herkunft ist dabei unklar. Bis zum Jahr 1970 war er Teil von Zaamslag und seit dem von Terneuzen.